# Rockenstuhl
Rockenstuhl was de naam van een gemeente in de Duitse deelstaat Thüringen. De gemeente maakte deel uit van de Wartburgkreis en bestond uit de ortsteilen Reinhards, Geismar, Ketten, Spahl, Walkes en Apfelbach. Reinhards vormde daarbij het westelijkste punt van Thüringen. Tegelijkertijd was het ook het westelijkste punt van de DDR. De gemeente ontstond op 25 maart 1994 uit de fusie van de tot dan toe zelfstandige gemeenten Geismar, Ketten en Spahl. Bij een gemeente herindeling op 31 december 2008 zijn de ortsteilen overgegaan naar de gemeente Geisa.